# Carlos Ghosn
Carlos Ghosn, KBE (Tiếng Ả Rập: كارلوس غصن; sinh 9 tháng 3 1954), sinh ra tại Brazil, là một doanh nhân người Pháp gốc Liban. Ông từng là tổng giám đốc (CEO) của Renault và Nissan. Ông được biết đến nhiều với thành công khi chuyển sang Nissan. Với tư cách là người lĩnh trọng trách của một trong những công ty lớn nhất Nhật Bản, ông đã rất thành công. Ông được Tạp chí Fortune phiên bản châu Á bầu chọn là Người đàn ông của năm 2003, ngoài ra ông cũng làm việc cho Alcoa, Sony và IBM. Ghosn trở thành tổng giám đốc của Renault, một đồng minh và cổ đông của Nissan, vào năm 2005, kế nhiệm Louis Schweitzer, tuy vậy ông vẫn giữ chức tổng giám đốc của cả Nissan.
Ghosn thôi giữ chức CEO của Nissan vào ngày 1 tháng 4 năm 2017, trong khi đó vẫn là chủ tịch của công ty. Ông đã bị bắt tại sân bay Haneda vào ngày 19 tháng 11 năm 2018, với cáo buộc báo cáo dưới mức thu nhập của anh ta và lạm dụng tài sản của công ty. Vào ngày 22 tháng 11 năm 2018, hội đồng quản trị của công ty đã đưa ra quyết định nhất trí miễn nhiệm Ghosn làm chủ tịch của Nissan, tiếp theo là hội đồng quản trị của Mitsubishi Motors vào ngày 26 tháng 11 năm 2018. Trong thời gian này, Renault và chính phủ Pháp đã tiếp tục hỗ trợ ông, cho rằng ông vô tội cho đến khi được chứng minh là có tội.